# Грдина, Ярослав Иванович
Яросла́в Ива́нович Грди́на (2 февраля 1871, 18 декабря 1871 или 21 января 1871, Пльзень, Пльзень-город — 2 июня 1931, Днепропетровск) — российский и советский учёный-механик и инженер, основоположник динамики живых организмов.

## Биография
Родился в чешском городе Пльзень. Сын рабочего пивоварни, который позднее вместе со всей семьёй переехал в Россию — в Вильно, став там капельмейстером военного оркестра. Ярослав, окончив в 1889 г. Виленскую гимназию, поступил на механическое отделение Петербургского технологического института. После окончания института (1894) работал инженером в Ковно, а с 1897 г. — преподавателем механико-технического училища в Иваново-Вознесенске.
В 1899 г. Я. И. Грдина выразил желание стать преподавателем только что созданного Екатеринославского высшего горного училища (ЕВГУ; с 1912 г. — Екатеринославский горный институт, с 1926 г. — Днепропетровский горный институт) и был командирован Министерством народного образования на год в Германию для подготовки к профессорской деятельности. 25 августа 1900 года был зачислен преподавателем ЕВГУ; с 13 мая 1901 года (после защиты в Петербургском горном институте магистерской диссертации «Устойчивость движения машины, управляемой центробежным регулятором») — экстраординарный, а с 15 июня 1902 года — ординарный профессор кафедры прикладной механики ЕВГУ; с 1922 г. был заведующим этой кафедрой. В 1920—1921 гг. был ректором Екатеринославского горного института. В 1927—1928 годах — консультант по проектированию водоснабжения Криворожского металлургического завода.
В 1919—1931 гг. по совместительству работал в Екатеринославском (Днепропетровском) университете, возглавляя там кафедру теоретической механики. После выделения в 1930 г. металлургического факультета горного института в самостоятельный Днепропетровский металлургический институт работал ещё — также по совместительству — и в нём (профессором кафедры основ машиностроения). Помимо теоретической механики, Я. И. Грдина читал и курсы технических дисциплин — таких, как детали машин, термодинамика, гидравлика, двигатели внутреннего сгорания, паровые машины, паровые турбины, газогенераторы.
Умер 2 июня 1931 года в Днепропетровске. Похоронен на Севастопольском кладбище (могила не сохранилась).

## Научная деятельность
В круг научных интересов Я. И. Грдины входили теория центробежных регуляторов, теория устойчивости, теоретическая механика. В математике занимался теорией случайных ошибок.

### Теория автоматического регулирования
В своих работах по теории устойчивости и теории центробежных регуляторов Я. И. Грдина развивал идеи И. А. Вышнеградского — основоположника теории автоматического регулирования. Разрабатывая теорию центробежных регуляторов, Грдина составил дифференциальные уравнения движения регулятора, рассмотрел наивыгоднейший процесс регулирования, выяснил предельный размах муфты регулятора, нашёл условия устойчивости регулятора, исследовал изменение скорости машины во время регулирования. Он также изучал динамическую устойчивость центробежных регуляторов при прерывном регулировании и установил критерий устойчивости хода машины.

### Динамика живых организмов
В серии работ, опубликованных в 1910—1916 гг. (как в «Известиях Екатеринославского высшего горного училища», так и отдельными книгами), — «Меры отклонения в механике» (1910), «Динамика живых организмов» (1911), «Примечания к механике живых организмов» (1912), «Заметки по динамике живых организмов» (1916) и др. — Я. И. Грдина закладывает основы динамики живых организмов, внося тем самым весомый вклад в становление биомеханики и биокибернетики. В них Грдина показал, что движение живых организмов описывается — помимо характерных для обычных механических систем дифференциальных уравнений динамики — ещё и дополнительными дифференциальными уравнениями кинематических «волевых связей» (такие уравнения могут иметь любой порядок).
Специфику механики живых организмов Я. И. Грдина видел в том, что организм может управлять величиной внутренних сил (отвечающим взаимодействиям между отдельными его частями), изменяя по своему желанию характер своего движения. Тем самым живой организм обладает свободой воли, которую Грдина характеризует при помощи так называемых «волевых связей» и «волевых параметров». В основу своих исследований динамики живых механизмов Грдина положил принцип наименьшего принуждения (отметив при этом неприменимость для динамики живых организмов интегральных принципов механики). Применяя аппарат аналитической механики, он выводит уравнения динамики живого организма в различных вариантах (в форме уравнений Лагранжа первого и второго рода, уравнений Аппеля, уравнений Гамильтона); при этом он рассматривал как голономные, так и неголономные связи. Грдина обосновал также справедливость применения к живым организмам общих теорем динамики и соответствующих законов сохранения.
Обсуждая характер зависимости «волевых связей» от «волевых параметров», Грдина указывал, что от скоростей изменения волевых параметров могут явно зависеть лишь ускорения точек живого организма, но не их скорости (в противном случае разрывность «волевых скоростей» влекла бы разрывы частей организма).
В качестве главной трудности, препятствующей практическому применению разработанной теории, Грдина отмечал тот факт, что уравнения динамики живых организмов содержат «волевые параметры», значения которых априори неизвестны. Предвосхищая будущее развитие робототехники, Грдина указывал, что в будущем станет возможным искусственное создание живых организмов; тогда волевые параметры будут задаваться заранее, и уравнения Грдины можно будет использовать для определения закона движения организма.
Разработанное Я. И. Грдиной понятие о «волевых связях» совпадает, по существу, с введённым в 1921 г. А. Бегеном понятием сервосвязей, которое с течением времени нашло многообразные применения в теории автоматического управления, робототехнике, вычислительной механике. Сам Грдина вполне осознавал возможности технических приложений своей теории — в частности, он отмечал, что человек, управляющий каким-либо транспортным средством, может рассматриваться как часть сложной механической системы, включающей самого́ человека и транспортное устройство с двигателем и средствами управления; такая система обладает принципиальным сходством с живым организмом.

## Публикации
- Грдина Я. И.  О некоторых типах регуляторов с двухгрузовым маятником // Вестник Об-ва технологов, 1899, № 4.
- Грдина Я. И.  Новое изложение основных принципов теоретической механики. — Екатеринослав, 1905. — 80 с.
- Грдина Я. И.  Меры движения. — Екатеринослав, 1907. — 58 с.
- Грдина Я. И.  К теории случайных ошибок // Изв. Екатеринослав. высш. горн. училища, 1908, вып. 2.
- Грдина Я. И.  Ряды вероятных и средних ошибок // Изв. Екатеринослав. высш. горн. училища, 1909, вып. 1.
- Грдина Я. И.  Меры отклонения в механике. — Екатеринослав, 1910. — 100 с.
- Грдина Я. И.  Динамика живых организмов // Изв. Екатеринослав. высш. горн. училища, 1911, вып. 1.
- Грдина Я. И.  К динамике живых организмов // Изв. Екатеринослав. высш. горн. училища, 1912, вып. 1.
- Грдина Я. И.  Примечания к динамике живых организмов // Изв. Екатеринослав. высш. горн. училища, 1912, вып. 2.
- Грдина Я. И.  Заметки по динамике живых организмов. — Екатеринослав, 1916.